# Constitución de Vidovdan

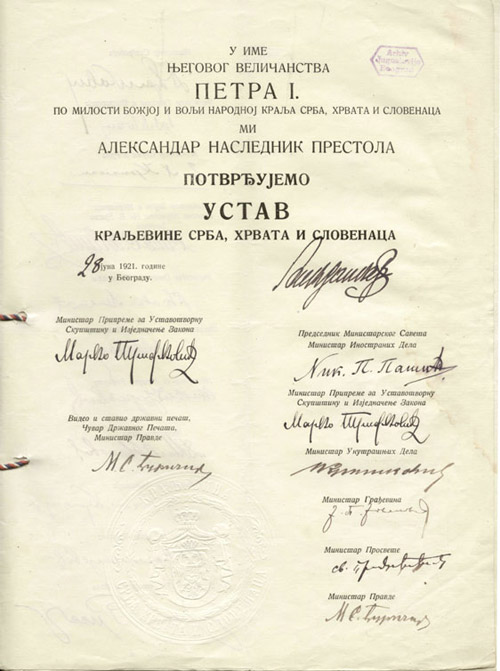
Portada de la constitución.

La Constitución de Vidovdan fue la primera constitución del Reino de los Serbios, Croatas y Eslovenos. Se aprobó por la asamblea constituyente, que se había elegido para su redacción el 28 de noviembre de 1920, el día de San Vito según el calendario gregoriano (28 de julio de 1921), fiesta religiosa de gran relevancia en Serbia. La constitución se aprobó por mayoría simple, con 223 votos a favor, 35 en contra y 161 abstenciones.
La constitución se aplicó hasta la proclamación de la dictadura real el 6 de enero de 1929 por el rey, Alejandro I de Yugoslavia, meses después de la muerte del dirigente nacionalista croata Stjepan Radić, asesinado por el diputado montenegrino Puniša Račić en el parlamento nacional (Skupština).

## Votos
Las elecciones a la asamblea habían dado la siguiente distribución de votos:
que, gracias a la habilidad negociadora de Pašic y al boicot de Rádic, acabó votando de la siguiente manera:

### A favor
- Partido Democrático
- Partido Radical Nacional (partido serbio del Reino de Serbia)
- Organización Musulmana Yugoslava (partido bosniomusulmán)
- Alianza de partidos agrarios (partidos agrarios serbio (30 escaños) y esloveno (9 escaños))
- Džemijet (partido albanokosovar)

### En contra
- Partido Socialdemócrata Yugoslavo
- Partido Republicano Yugoslavo

### Se abstuvieron
- Partido Comunista Yugoslavo (abandonó la asamblea en junio de 1921)
- Partido Campesino Republicano Croata (boicoteó la asamblea desde las elecciones de noviembre)
- Partido Popular Esloveno (abandonó la asamblea en junio)
- Partido Popular Croata (abandonó la asamblea en junio)
- Unión Croata (abandonó la asamblea en mayo)

## Propuestas alternativas
Durante los debates de la asamblea constituyente se presentaron 4 modelos de constitución.
El primero fue el del primer ministro Stojan Protić, que se basaba en la constitución serbia de 1901 que, a su vez, se basaba en la constitución belga. Proponía, no obstante, algunas reformas importantes para tener en cuenta los cambios tras la guerra.
El segundo fue que salió de un comité constitucional encargado por el primer ministro, que fue el finalmente aprobado.
La tercera propuesta fue la de la unión croata (Hrvatska Zajednika) que había planteado una confederación de seis entidades:
1. Serbia
2. Croacia
3. Montenegro
4. Bosnia y Herzegovina
5. Voivodina
6. Eslovenia

El Partido Campesino Croata adoptó unilateralmente la Constitución de la república campesina neutral de Croacia el 1 de abril de 1921, en Zagreb.

## Características
La Constitución, centralista, exigía tres quintos de los diputados para que poder ser reformada, mientras que la votación de aprobación se había hecho con mayoría simple.
No existió ninguna otra propuesta que suscitase una mayoría más grande que la lograda por Pašić y la oposición fue incapaz de respaldar una redacción alternativa. La constitución garantizaba los derechos civiles y la democracia, instituyendo un parlamento unicameral (Skupština), elegido cada cuatro años por los hombres mayores de 21 años mediante sufragio universal (masculino) y secreto, representación prácticamente proporcional y aprobación real de la legislación, pero sin derecho a veto. Se aseguraban asimismo la igualdad de religión, expresión y otros derechos humanos.
La aplicación de la constitución fue, sin embargo, muy deficiente, debido a la extensión de la administración serbia al resto del país, caracterizada a menudo por la brutalidad, corrupción y excesivo celo centralista de los funcionarios, mayoritariamente del antiguo Reino de Serbia.

## Consecuencias
La organización del país, esbozada en la constitución y expuesta en detalle en la ley de administración del 18 de mayo de 1922, que dividía al país en 33 unidades controladas desde la capital, fue objeto de grandes tensiones y marcó las elecciones nacionales de 1923
El Partido Campesino Croata no aceptaba la legitimidad de la constitución y organizó un bloque croata que no sólo rechazó las propuestas de Radicales y Demócratas para formar una nueva alianza que hubiese hecho caer al gobierno de coalición, sino que apeló a las potencias extranjeras en 1922 para que defendiesen los derechos constitucionales croatas ante Belgrado, fracasando.
Tras las elecciones de 1925, Pašić, dirigente de los Radicales Serbios les ofreció entrar en el gobierno, momento en el que hubieron de aceptarla, liberándose a cambio a sus dirigentes, entre ellos a Stjepan Radić.